# Capasa centraria
Capasa centraria är en fjärilsart som beskrevs av Pieter Cornelius Tobias Snellen 1880. Capasa centraria ingår i släktet Capasa och familjen mätare. Inga underarter finns listade i Catalogue of Life.